# Војислав П. Никчевић
Војислав П. Никчевић (18. јануар 1935 — Београд, 2. јул 2007) био је историчар књижевности, и лингвиста. Био је познати члан Дукљанске академије наука и умјетности и оснивач и предсједник Друштва црногорско-хрватског пријатељства.

## Биографија
Рођен је у селу Стубици, у Пјешивцима. Гимназију је завршио у Никшићу, а Филозофски факултет у Загребу, гдје је и докторирао са темом „Млади Његош: Аналитичко-компаративни пресјеци пјесникова развоја“, 1975. године. Рад у просвјети почео је 1965. године на Педагошкој академији у Никшићу, потом је предавао у медицинским школама у Бихаћу и Земуну, а од 1982. године био је професор на Филозофском факултету у Никшићу и Културолошком факултету на Цетињу.
Никчевић је припадао генерацији црногорских интелектуалаца који су од краја шездесетих година 20. вијека почели заступати тезу о националној самобитности Црногораца. Како тај став није био сагласан са званичним ставовима, њихов рад био је под строгим надзором, а онемогућавани су и да објављују у Црној Гори. Крајем 1980-их година, власт у Црној Гори задржава Савез комуниста Црне Горе, који ће касније прерасти у Демократску партију социјалиста Мила Ђукановића и Момира Булатовића, која је већи део 1990-их подржавала политику Слободана Милошевића. Група интелектуалаца којој је припадао Никчевић, у то вријеме окупљених око Лексикографског завода Црне Горе, даје снажну подршку снагама чији је политички симбол у то вријеме био Либерални савез Црне Горе и формира цијели низ институција — Црногорско друштво независних књижевника, Црногорски ПЕН центар, Матицу црногорску, те се залажу за, како су сматрали, обнову црногорске државности, као и аутокефалности Црногорске православне цркве. Током деведесетих година Никчевић је објавио велики број чланака, расправа и студија у којима заступа тезе о засебном црногорском језику, супротстављајући се доминантним тезама званичне србистике. Његови радови нису остали незапажени у славистичким круговима, па је био учесник бројних научних скупова у Пољској, Хрватској, Словенији. Као водећи заговорник идеје о засебном црногорском језику, утемељивач је монтенегристике и писац првог правописа, историје и граматике овог језика.
Никчевић је својим студијама о раном периоду стваралаштва Петра II Петровића Његоша и истрази потурица дао велики допринос истраживању и анализи његовог дјела. Полазећи од расположивих историјских извора, народног предања и текстолошких анализа, Никчевић је аргументовано доказао историографску незаснованост истраге потурица. Премда је ова теза у почетку наишла на отпор дијела научне јавности, данас је она општеприхваћена у црногорској историографији. Као дугогодишњи професор и шеф Катедре за црногорску књижевност на Филозофском факултету у Никшићу, Никчевић је писао и о бројним другим феноменима црногорске књижевности-значајни су његови радови о периодизацији, средњовјековној (студије о Љетопису Попа Дукљанина, Мирослављевом јеванђељу, Маријинском јеванђељу...), народној (рад о црногорским бугарштицама), те књижевности 19. и 20. вијека. На матичном факултету предавао је и словеначку књижевност. Оснивач је и први директор Института за црногорски језик и језикословље, а био је и члан Дукљанске академије наука и умјетности и предсједник њеног Института за црногорски језик. Организовао је неколико научних скупова из области лингвистике и књижевности. Био је руководилац пројекта Историје црногорске књижевности, у оквиру којег је требало да напише други том (Црногорска књижевност од најстаријих времена до средине XIX вијека).
Објавио је око 600 научних и стручних радова у Црној Гори и иностранству, 16 ауторских књига и монографија, једну коауторску и 11 приређених књига и зборника радова са предговорима и поговорима.

## Одабрана дјела
- Млади Његош
- Истрага потурица у Његошеву Горском вијенцу
- Пиши као што збориш
- Историја црногорског језика (два тома)
- Правопис црногорског језика
- Црногорска књижевна раскршћа
- Штокавски дијасистем
- Граматика црногорског језика
- Истрага потурица-мит или стварност
- Љубишина језичка ковница
- Језикословне студије
- Кроатистичке студије
- Језичке и књижевне теме
- Историја црногорске књижевности од почетака писмености до XIII вијека
- П(ј)есме